# Diego Masson
Diego Masson (né le 21 juin 1935) est un chef d'orchestre, un compositeur et un percussionniste français.

## Biographie
Fils de l'artiste André Masson et frère du chanteur et acteur Luís Masson, Diego Masson est né à Tossa de Mar, en Espagne. Il étudie le piano et la composition au Conservatoire de Paris. Dès l'obtention de son diplôme, il rejoint le Domaine musical comme percussionniste et entame des études de direction d'orchestre auprès du directeur du groupe, Pierre Boulez. En 1966, il crée Musique Vivante, un groupe spécialisé dans la musique contemporaine qu'il dirige jusqu'en 1989.
Musique Vivante a introduit de nombreuses compositions importantes de compositeurs français et étrangers, notamment la musique de Boulez et Karlheinz Stockhausen. En 1969, Masson dirige la première mondiale de Stop de Stockhausen, qui lui est dédié, et le groupe participe également aux premières de Setz die Segel zur Sonne de Aus den sieben Tagen et à la version 1972 de Momente.
En plus de diriger des groupes spécialisés dans la musique nouvelle comme l'Asko Ensemble, le Xenakis Ensemble, le Composers Ensemble, le Klangforum Wien, le London Sinfonietta, l'Ensemble Alternance, l'Ensemble Modern et Musik Fabrik, il a travaillé avec de grands orchestres, dont tous les orchestres de la BBC, Orchestre Symphonique de Berlin, Orchestre Symphonique de Stavanger (en), Orchestre Philharmonique de Radio France, Orchestre Philharmonique de la Radio des Pays-Bas, Orchestre de la Suisse Romande, le Collegium Academicum de Genève, Philharmonique d'Helsinki, Philharmonique de Bergen, Orchestre de Chambre Écossais, Orchestre Symphonique d'État de Hongrie, Orchestre symphonique de Sydney et de Melbourne, Orchestre symphonique de Nouvelle-Zélande, Orchestre Philharmonique de Hong Kong, et Orchestre Philharmonique de Rotterdam.
Il est également un chef d'orchestre reconnu d'opéra et de ballet. Il est directeur musical du Ballet-Théâtre Contemporain d'Amiens à sa création en 1968. En 1972, l'ensemble s'installe à Angers, où il fusionne avec la compagnie d'opéra sous le nom de Théâtre Musical d'Angers sous la direction de Masson. Il le quitte en 1975 pour devenir directeur musical de l'Opéra de Marseille (jusqu'en 1981) où il dirige entre autres un cycle du Ring. Il a été chef invité par des compagnies d'opéra dont Opera North, le Scottish Opera et l'Aspen Festival. Il a co-dirigé (avec Patrick Bailey) la première britannique de Prometeo de Luigi Nono au Royal Festival Hall de Londres les 9 et 10 mai 2008.
Masson a également beaucoup travaillé avec des orchestres de jeunes : au Royaume-Uni, régulièrement au Trinity College of Music et au Royal Northern College of Music, et en tant que chef invité de l'Orchestre Symphonique de la Chetham's School of Music ; aux États-Unis avec le Juilliard Orchestra ; et en Australie avec l'Australian Youth Orchestra. Il a donné chaque année des masterclass de direction d'orchestre à la Dartington International Summer School de 1983 à 2010.
Ses activités de compositeur et d'arrangeur remontent principalement au début de sa carrière et comprennent des musiques de films composées pour Équivoque 1900 (1966), et deux projets de Louis Malle : le sketch William Wilson du triptyque d'Edgar Allan Poe Histoires extraordinaires (1968), et Black Moon (1975), pour lequel il adapte la musique de Wagner. Il a d'ailleurs été directeur musical de ce dernier, ainsi que du biopic télévisé franco-allemand sur Beethoven de 1996, La Musique de l'amour : Un amour inachevé.
Il est collaborateur et mécène du Musée national centre d'art Reina Sofía, auquel il a prêté en dépôt temporaire un grand nombre d'œuvres de son père, représentatives de la période qu'il a passé en Espagne et a également fait don de deux œuvres sur papier, également de son père. Pour cette activité, le ministère espagnol de la culture lui a décerné la Médaille d'or du mérite des beaux-arts en 2014.